# Hugo Eckener (Schiff)
Die Hugo Eckener war ein Hilfsschiff der Volksmarine, das von 1971 bis 1990 bei der 1. Flottille in Dienst war. Es wurde nach der Wiedervereinigung Deutschlands noch kurz reaktiviert und 1991 in die Niederlande verkauft.

## Entwicklung und Bau
Das Schiff ist aus dem Prototyp eines Fischmehlkutters vom Typ „Havanna“ entstanden, der vom VEB Roßlauer Schiffswerft in einer Serie von 15 Kuttern für Kuba gebaut wurde. Der Umbau und die Ausrüstung zum Flugsicherungsschiff erfolgte durch den VEB Peene-Werft in Wolgast. Der Schiffsrumpf, die Antriebsanlage, die Ladebäume und die Heckaufschleppe wurden beibehalten. Auf dem Hauptdeck entstand ein längeres Deckshaus für die Besatzung und darüber die Kommandobrücke mit Räumen für die militärische Ausrüstung.

## Einsatz
Die Hugo Eckener wurde am 8. Februar 1971 mit der Bordnummer U 33 in Dienst gestellt und der 1. Flottille in Peenemünde unterstellt. Das Schiff wurde regelmäßig vom Jagdfliegergeschwader 9 zur Sicherstellung von Flugeinsätzen der Luftstreitkräfte der Nationalen Volksarmee eingesetzt. Aufgrund der guten Seetüchtigkeit wurde die Hugo Eckener 1981 zum Bergungsschiff umklassifiziert und die Bordnummer in A 15 geändert. Unter Beibehaltung der bisherigen Auftrags wurde das Schiff nun auch für weitere Aufgaben eingesetzt.
Am 1. Oktober 1990 wurde die Hugo Eckener zunächst außer Dienst gestellt. Für die Begleitung von aufgelegten Einheiten der ehemaligen Volksmarine in die Marinestützpunkte der Bundesmarine und die Rückführung der alten Besatzungen wurde sie Mitte Oktober 1990 wieder reaktiviert. Im Sommer 1991 erfolgte dann der Verkauf über die VEBEG in die Niederlande.